# Catalogue of Pulsar
 (mars 2022).
 (mars 2022).
Si vous disposez d'ouvrages ou d'articles de référence ou si vous connaissez des sites web de qualité traitant du thème abordé ici, merci de compléter l'article en donnant les références utiles à sa vérifiabilité et en les liant à la section « Notes et références ».
Catalogue of Pulsar[réf. nécessaire] (PSR) est le catalogue regroupant tous les pulsars connus à ce jour. Ces pulsars ont été découverts pour la première fois par Jocelyn Bell en 1967 grâce à la radioastronomie.